# Superman/Batman
Superman/Batman explora el compañerismo, antagonismo, y amistad entre sus personajes titulares. Antes de 1985 en la serie limitada Crisis en Tierras Infinitas, los dos personajes siendo los iconos de DC fueron dibujados como los más grandes amigos. Jeph Loeb, primer escritor de la serie, usa una técnica de narración dual, presentando puntos de vista, y consideraciones de uno respecto del otro, a menudo opuestas, o en colisión, que subsecuentes escritores de la serie han mantenido. Con anterioridad a la serie limitada Crisis on Infinite Earths, (Crisis en Infinitas Tierras), ambos icónicos personajes eran presentados como los mejores amigos. La referencial serie Batman: The Dark Knight Returns (El Regreso del Caballero Nocturno), de Frank Miller, fue la primera historia de DC que presentó a los héroes con problemas entre sí, a diferencia de las series pre-Crisis. Esta dinámica de "oposición" se convirtió en canon con The Man of Steel, de John Byrne, un relanzamiento de Superman publicado en 1986.

## Recepción
Los fanes criticaron el trabajo de Loeb por su retraso durante la línea de tiempo de "Con una Venganza"  aunque estuvo durante este tiempo con su hijo Sam pues padecía de cáncer. Superman/Batman #26, el primer número hasta final de Loeb, muestra una historia trazada por Sam Loeb. Veintiséis escritores y artistas que conocieron a Sam trabajaron en el número, donando sus derechos de autor y el dinero por el número de esa revista para el Fondo de Becas del Colegio Sam Loeb.
En 2013 la serie fue reiniciada, y comenzó a formar parte de los Nuevos 52.

## Jeph Loeb
En el primer arco de la historia, "Enemigos públicos" (números 1-6, ilustrados por Ed McGuinness), el entonces Presidente de los Estados Unidos Lex Luthor declara a Superman y Batman enemigos de estado, mientras muestra que un asteroide de kriptonita se dirige hacia la Tierra conectado a un plan maligno de Superman. Luthor ofrece una recompensa de mil millones de dólares, que anima a supervillanos y superhéroes para atacar a los dos héroes. Superman casi mata al Presidente Luthor en la Oficina Oval, mientras Batman se mantiene al margen. En el último momento, Superman cambia de idea. Batman y Superman buscan al nuevo Toyman, Hiro Okamura, que construye una nave espacial con suficiente potencia de fuego como para destruir al asteroide. Cuando el plan de Luthor está en peligro, este se inyecta una mezcla de Venom y kryptonita sintética, se pone un traje de batalla del planeta Apokolips, y se enfrenta a Batman y Superman. Luthor es derrotado y parece morir en la lucha, aunque luego se muestra que ha sobrevivido. En el curso de la pelea, Luthor se muestra al mundo como un villano, por primera vez en la continuidad Post-crisis. Perdida la presidencia, Luthor es sucedido en el cargo por Pete Ross.

## Mark Verheiden
El escritor de Superman y el productor Mark Verheiden de Smallville tomaron a Superman/Batman  desde el número 27. 
En "No importa" (número 27, el artista Kevin Maguire), Superman y Batman encuentran que sus mentes se han transferido por Ultra-Humanidad y Brainwave en los cuerpos de Power Girl y la Huntress (Elena Wayne), respectivamente, y deben correr contra el reloj para cambiarse antes de que se cierre el círculo; Power Girl y Cazadora todavía están en sus cuerpos, y a futuro, ellas afirmarán sus consciencias, matando a Superman y Batman en el proceso. El número se presenta como un sueño que Power Girl tiene mientras se dirigen a Kandor, aludiendo a eventos que pasaron en el mundo paralelo Tierra-2 antes de la fusión del multiverso en la Nueva Tierra. 
En "Enemigos entre nosotros"  (#28, ilustrado por el artista Ethan Van Sciver) de Linterna Verde, Batman es atacado por lo que parece ser el Detective Marciano, y los héroes intentan detener al marciano cuando él cambia de forma en varios supervillanos del pasado. Invitados estelares varios Linternas Verdes, incluyendo John Stewart y Hal Jordan. La historia continúa.

## Batman/Superman
En junio de 2013, una nueva serie titulada Batman / Superman comenzó a publicarse. La serie está escrita por Greg Pak e ilustrada por Jae Lee. La serie cuenta con el primer encuentro entre los dos héroes, tal como existen en The New 52. La primera historia se establece antes de la formación de la Liga de la Justicia.

## En otros medios
- En 2002, The Batman / Superman Movie se lanzó en DVD. Esta fue en realidad una compilación de los tres episodios del arco de la historia "World's Finest" de la temporada 2 de Superman: la serie animada (1997) combinados en una película.
- En 2004, se lanzó una película para fans de World's Finest.
- En la película animada directa a video de 2009 Superman/Batman: Enemigos Públicos (una adaptación de "World's Finest", el arco de la historia inicial de Superman/Batman), el Hombre de Acero y el Caballero de la Noche se unen para prevenir un meteoroide de kryptonita de golpear la Tierra y derribar a Lex Luthor, quien ha sido elegido presidente de los Estados Unidos y ha incriminado a Superman por asesinato. Los miembros del elenco de DCAU Kevin Conroy, Tim Daly, Clancy Brown y CCH Pounder repitieron sus respectivos papeles como Batman, Superman, Luthor y Amanda Waller. Además, Allison Mack (Chloe Sullivan de la serie de televisión Smallville) expresó el papel de Power Girl.
- En 2010, se lanzó una secuela titulada Superman/Batman: Apocalypse, que es una adaptación del segundo arco de la historia de Jeph Loeb y Michael Turner, "La Supergirl de Krypton". Los miembros del elenco de DCAU Kevin Conroy, Tim Daly, Susan Eisenberg y Edward Asner repitieron sus respectivos papeles como Batman, Superman, Wonder Woman y Abuela Bondad. Además, Summer Glau (de la serie de televisión Firefly) interpretó el papel de Supergirl y Andre Braugher (de la serie de televisión Homicide: Life on the Street) interpretó a Darkseid.
- En la Comic-Con de San Diego 2013, Zack Snyder, director de El hombre de acero, confirmó una próxima secuela de El hombre de acero, titulada Batman v Superman: Dawn of Justice; la película estaba originalmente programada para estrenarse el 17 de julio de 2015, pero se retrasó hasta el 25 de marzo de 2016. La película protagonizada por Henry Cavill retoma su papel de Clark Kent / Superman y muchos de los actores de la primera película regresan. Ben Affleck también se une al elenco como Bruce Wayne / Batman, junto con Jesse Eisenberg como Lex Luthor y Jeremy Irons como Alfred Pennyworth, entre otros. El avance oficial fue lanzado en abril de 2015.
- El final de Darkseid en Injustice 2 es un homenaje a la historia de "La Supergirl de Krypton" mientras captura a Kara y le lava el cerebro para vengarse de Superman.